# Riley Keough
Danielle Riley Keough (ur. 29 maja 1989 w Santa Monica) – amerykańska aktorka, nominowana do Złotego Globu i nagrody Emmy.

## Życiorys
Urodziła się 29 maja 1989 r. w Santa Monica. Jest najstarszą wnuczką Elvisa Presleya i córką Lisy Marie Presley oraz muzyka Danny′ego Keougha. Zaraz po narodzinach pozowała z matką na okładce People. Po rozwodzie rodziców mieszkała głównie z ubogim ojcem, który podejmował różne prace dorywcze, i uczyła się w domu. Wśród jej ojczymów byli m.in. Michael Jackson i Nicolas Cage. Nie ukończyła nauki w liceum, gdyż w wieku 14 lat zajęła się modelingiem. Karierę rozpoczęła pozując razem z matką do kolejnej okładki. Wkrótce pojawiła się także z matką i babcią na okładce Vogue, a potem przez 5 lat pracowała m.in. dla Diora i Dolce & Gabbana oraz pozowała do zdjęć w pismach modowych.
W wieku 20 lat została aktorką debiutując w The Runaways z Kristen Stewart i Dakotą Fanning. Została dostrzeżona dzięki występom w filmach Mad Max: Na drodze gniewu i American Honey. Za rolę luksusowej dziewczyny do towarzystwa w pierwszym sezonu serialu Dziewczyna z doświadczeniem zdobyła nominację do Złotego Globu dla najlepszej aktorki,. a rolę w serialu Daisy Jones & The Six  – nominację do nagrody Emmy dla najlepszej aktorki w serialu limitowanym, jak również zyskała pochwały krytyki za swoje partie wokalne. W 2013 r. wystąpiła w teledysku do singla "TKO" Justina Timberlake'a.
Już jako dziecko chciała zostać reżyserką. Jej marzenie się ziściło – w 2022 r., wraz z Giną Gammell, wyreżyserowała dramat War Pony, za który otrzymała Złotą Kamerę dla najlepszego debiutanta na festiwalu filmowym w Cannes. Założyła także firmę producencką Felix Culpa. Choć odmówiła występu w Elvisie, pochwaliła produkcję i odtwórcę tytułowej roli, Austina Butlera.
Po śmierci matki wystąpiła do sądu o uznanie jej testamentu, w którym wszystko zapisała córce. Po tej decyzji zerwała z nią kontakt babka Priscilla, która usiłowała podważyć testament. Ostatecznie w sierpniu 2023 r. sąd w Los Angeles zatwierdził ugodę, którą zawarły, a Keough została jedną zarządczynią Graceland i pełnomocniczką swoich przyrodnich sióstr bliźniaczek Harper i Finley Lockwood.
W 2013 r. na planie Mad Max: Na drodze gniewu poznała australijskiego kaskadera Bena Smitha-Petersena, z którym w lutym 2015 r. wzięła ślub w obrządku hinduistycznym. W sierpniu 2022 r. urodziła się ich córka Tupelo Storm Smith-Petersen. Riley wychowała się w wierze scjentologicznej, ale w 2014 r. opuściła tę wspólnotę.
|  |  |  |  |  |  |  |  |  |  |  |  |  |  |  |  |                    |                    |                    |                    |                             |                    | Vernon Presley | Vernon Presley | Vernon Presley | Vernon Presley | Vernon Presley | Vernon Presley |               |               | Gladys Love Presley | Gladys Love Presley | Gladys Love Presley | Gladys Love Presley | Gladys Love Presley | Gladys Love Presley |                    |                    | James Wagner       | James Wagner       | James Wagner               | James Wagner               | James Wagner               | James Wagner               |                            |                            | Anna Iversen      | Anna Iversen      | Anna Iversen                 | Anna Iversen                 | Anna Iversen                 | Anna Iversen                 |                              |                              | Paul Beaulieu | Paul Beaulieu | Paul Beaulieu | Paul Beaulieu | Paul Beaulieu | Paul Beaulieu |  |  |  |  |  |  |  |  |  |  |  |  |  |  |
|  |  |  |  |  |  |  |  |  |  |  |  |  |  |  |  |                    |                    |                    |                    |                             |                    | Vernon Presley | Vernon Presley | Vernon Presley | Vernon Presley | Vernon Presley | Vernon Presley |               |               | Gladys Love Presley | Gladys Love Presley | Gladys Love Presley | Gladys Love Presley | Gladys Love Presley | Gladys Love Presley |                    |                    | James Wagner       | James Wagner       | James Wagner               | James Wagner               | James Wagner               | James Wagner               |                            |                            | Anna Iversen      | Anna Iversen      | Anna Iversen                 | Anna Iversen                 | Anna Iversen                 | Anna Iversen                 |                              |                              | Paul Beaulieu | Paul Beaulieu | Paul Beaulieu | Paul Beaulieu | Paul Beaulieu | Paul Beaulieu |  |  |  |  |  |  |  |  |  |  |  |  |  |  |
|  |  |  |  |  |  |  |  |  |  |  |  |  |  |  |  |                    |                    |                    |                    |                             |                    |                |                |                |                |                |                |               |               |                     |                     |                     |                     |                     |                     |                    |                    |                    |                    |                            |                            |                            |                            |                            |                            |                   |                   |                              |                              |                              |                              |                              |                              |               |               |               |               |               |               |  |  |  |  |  |  |  |  |  |  |  |  |  |  |
|  |  |  |  |  |  |  |  |  |  |  |  |  |  |  |  |                    |                    |                    |                    |                             |                    |                |                |                |                |                |                |               |               |                     |                     |                     |                     |                     |                     |                    |                    |                    |                    |                            |                            |                            |                            |                            |                            |                   |                   |                              |                              |                              |                              |                              |                              |               |               |               |               |               |               |  |  |  |  |  |  |  |  |  |  |  |  |  |  |
|  |  |  |  |  |  |  |  |  |  |  |  |  |  |  |  |                    |                    |                    |                    |                             |                    |                |                |                |                | Elvis Presley  | Elvis Presley  | Elvis Presley | Elvis Presley | Elvis Presley       | Elvis Presley       |                     |                     |                     |                     |                    |                    |                    |                    |                            |                            | Priscilla Presley          | Priscilla Presley          | Priscilla Presley          | Priscilla Presley          | Priscilla Presley | Priscilla Presley |                              |                              |                              |                              |                              |                              |               |               |               |               |               |               |  |  |  |  |  |  |  |  |  |  |  |  |  |  |
|  |  |  |  |  |  |  |  |  |  |  |  |  |  |  |  |                    |                    |                    |                    |                             |                    |                |                |                |                | Elvis Presley  | Elvis Presley  | Elvis Presley | Elvis Presley | Elvis Presley       | Elvis Presley       |                     |                     |                     |                     |                    |                    |                    |                    |                            |                            | Priscilla Presley          | Priscilla Presley          | Priscilla Presley          | Priscilla Presley          | Priscilla Presley | Priscilla Presley |                              |                              |                              |                              |                              |                              |               |               |               |               |               |               |  |  |  |  |  |  |  |  |  |  |  |  |  |  |
|  |  |  |  |  |  |  |  |  |  |  |  |  |  |  |  |                    |                    |                    |                    |                             |                    |                |                |                |                |                |                |               |               |                     |                     |                     |                     |                     |                     |                    |                    |                    |                    |                            |                            |                            |                            |                            |                            |                   |                   |                              |                              |                              |                              |                              |                              |               |               |               |               |               |               |  |  |  |  |  |  |  |  |  |  |  |  |  |  |
|  |  |  |  |  |  |  |  |  |  |  |  |  |  |  |  |                    |                    |                    |                    |                             |                    | Danny Keough   | Danny Keough   | Danny Keough   | Danny Keough   | Danny Keough   | Danny Keough   |               |               |                     |                     |                     |                     | Lisa Marie Presley  | Lisa Marie Presley  | Lisa Marie Presley | Lisa Marie Presley | Lisa Marie Presley | Lisa Marie Presley |                            |                            |                            |                            |                            |                            | Michael Lockwood  | Michael Lockwood  | Michael Lockwood             | Michael Lockwood             | Michael Lockwood             | Michael Lockwood             |                              |                              |               |               |               |               |               |               |  |  |  |  |  |  |  |  |  |  |  |  |  |  |
|  |  |  |  |  |  |  |  |  |  |  |  |  |  |  |  |                    |                    |                    |                    |                             |                    | Danny Keough   | Danny Keough   | Danny Keough   | Danny Keough   | Danny Keough   | Danny Keough   |               |               |                     |                     |                     |                     | Lisa Marie Presley  | Lisa Marie Presley  | Lisa Marie Presley | Lisa Marie Presley | Lisa Marie Presley | Lisa Marie Presley |                            |                            |                            |                            |                            |                            | Michael Lockwood  | Michael Lockwood  | Michael Lockwood             | Michael Lockwood             | Michael Lockwood             | Michael Lockwood             |                              |                              |               |               |               |               |               |               |  |  |  |  |  |  |  |  |  |  |  |  |  |  |
|  |  |  |  |  |  |  |  |  |  |  |  |  |  |  |  |                    |                    |                    |                    |                             |                    |                |                |                |                |                |                |               |               |                     |                     |                     |                     |                     |                     |                    |                    |                    |                    |                            |                            |                            |                            |                            |                            |                   |                   |                              |                              |                              |                              |                              |                              |               |               |               |               |               |               |  |  |  |  |  |  |  |  |  |  |  |  |  |  |
|  |  |  |  |  |  |  |  |  |  |  |  |  |  |  |  |                    |                    |                    |                    |                             |                    |                |                |                |                |                |                |               |               |                     |                     |                     |                     |                     |                     |                    |                    |                    |                    |                            |                            |                            |                            |                            |                            |                   |                   |                              |                              |                              |                              |                              |                              |               |               |               |               |               |               |  |  |  |  |  |  |  |  |  |  |  |  |  |  |
|  |  |  |  |  |  |  |  |  |  |  |  |  |  |  |  | Ben Smith-Petersen | Ben Smith-Petersen | Ben Smith-Petersen | Ben Smith-Petersen | Ben Smith-Petersen          | Ben Smith-Petersen |                |                | Riley Keough   | Riley Keough   | Riley Keough   | Riley Keough   | Riley Keough  | Riley Keough  |                     |                     | Benjamin Keough     | Benjamin Keough     | Benjamin Keough     | Benjamin Keough     | Benjamin Keough    | Benjamin Keough    |                    |                    | Finley Aaron Love Lockwood | Finley Aaron Love Lockwood | Finley Aaron Love Lockwood | Finley Aaron Love Lockwood | Finley Aaron Love Lockwood | Finley Aaron Love Lockwood |                   |                   | Harper Vivienne Ann Lockwood | Harper Vivienne Ann Lockwood | Harper Vivienne Ann Lockwood | Harper Vivienne Ann Lockwood | Harper Vivienne Ann Lockwood | Harper Vivienne Ann Lockwood |               |               |               |               |               |               |  |  |  |  |  |  |  |  |  |  |  |  |  |  |
|  |  |  |  |  |  |  |  |  |  |  |  |  |  |  |  | Ben Smith-Petersen | Ben Smith-Petersen | Ben Smith-Petersen | Ben Smith-Petersen | Ben Smith-Petersen          | Ben Smith-Petersen |                |                | Riley Keough   | Riley Keough   | Riley Keough   | Riley Keough   | Riley Keough  | Riley Keough  |                     |                     | Benjamin Keough     | Benjamin Keough     | Benjamin Keough     | Benjamin Keough     | Benjamin Keough    | Benjamin Keough    |                    |                    | Finley Aaron Love Lockwood | Finley Aaron Love Lockwood | Finley Aaron Love Lockwood | Finley Aaron Love Lockwood | Finley Aaron Love Lockwood | Finley Aaron Love Lockwood |                   |                   | Harper Vivienne Ann Lockwood | Harper Vivienne Ann Lockwood | Harper Vivienne Ann Lockwood | Harper Vivienne Ann Lockwood | Harper Vivienne Ann Lockwood | Harper Vivienne Ann Lockwood |               |               |               |               |               |               |  |  |  |  |  |  |  |  |  |  |  |  |  |  |
|  |  |  |  |  |  |  |  |  |  |  |  |  |  |  |  |                    |                    |                    |                    |                             |                    |                |                |                |                |                |                |               |               |                     |                     |                     |                     |                     |                     |                    |                    |                    |                    |                            |                            |                            |                            |                            |                            |                   |                   |                              |                              |                              |                              |                              |                              |               |               |               |               |               |               |  |  |  |  |  |  |  |  |  |  |  |  |  |  |
|  |  |  |  |  |  |  |  |  |  |  |  |  |  |  |  |                    |                    |                    |                    | Tupelo Storm Smith-Petersen |                    |                |                |                |                |                |                |               |               |                     |                     |                     |                     |                     |                     |                    |                    |                    |                    |                            |                            |                            |                            |                            |                            |                   |                   |                              |                              |                              |                              |                              |                              |               |               |               |               |               |               |  |  |  |  |  |  |  |  |  |  |  |  |  |  |

## Filmografia

### Filmy
| Rok  | Tytuł                                   | Rola                 | Uwagi            |
| ---- | --------------------------------------- | -------------------- | ---------------- |
| 2010 | The Runaways: Prawdziwa historia        | Marie Currie         |                  |
| 2011 | Dobry doktor                            | Diane Nixon          |                  |
| 2011 | Jack i Diane                            | Jack                 |                  |
| 2012 | Magic Mike                              | Nora                 |                  |
| 2012 | Yellow                                  | młoda Amanda         |                  |
| 2012 | Pocałunek potępionych                   | Anne                 |                  |
| 2013 | Madame Le Chat                          | Kooky                | film krótkometr. |
| 2015 | Mad Max: Na drodze gniewu               | Capable              |                  |
| 2015 | Dixieland                               | Rachel               |                  |
| 2016 | Lovesong                                | Sarah                |                  |
| 2016 | American Honey                          | Krystal              |                  |
| 2017 | Odkrycie                                | Lacey                |                  |
| 2017 | We Don't Belong Here                    | Elisa Green          |                  |
| 2017 | To przychodzi po zmroku                 | Kim                  |                  |
| 2017 | Logan Lucky                             | Mellie Logan         |                  |
| 2018 | Tajemnice Silver Lake                   | Sarah                |                  |
| 2018 | Welcome the Stranger                    | Misty                |                  |
| 2018 | Powstrzymać mrok                        | Medora Slone         |                  |
| 2018 | Dom, który zbudował Jack                | Simple               |                  |
| 2019 | The Lodge                               | Grace                |                  |
| 2019 | Ptak, który zwiastował trzęsienie ziemi | Lily Bridges         |                  |
| 2020 | Zola                                    | Stefani              |                  |
| 2020 | Diabeł wcielony                         | Sandy Henderson      |                  |
| 2021 | Winni                                   | Emily Lighton (głos) |                  |

### Telewizja
| Rok  | Tytuł                       | Rola            | Uwagi             |
| ---- | --------------------------- | --------------- | ----------------- |
| 2016 | Dziewczyna z doświadczeniem | Christine Reade | gł. rola; 13 odc. |
| 2018 | Paterno                     | Sara Ganim      | film TV           |
| 2018 | Riverdale                   | Laurie Lake     | 1 odc.            |
| 2021 | Calls                       | Rose            | 1 odc.            |
| 2022 | Lista śmierci               | Lauren Reece    | w gł. obsadzie    |
| 2022 | Daisy Jones & The Six       | Daisy Jones     | w gł. obsadzie    |